# 特赫达德铁塔尔
特赫达德铁塔尔，是西班牙埃斯特雷马杜拉卡塞雷斯省的一个市镇。总面积53平方公里，总人口969人（2001年），人口密度18人/平方公里。